# Gjorge Ivanov
Gjorge Ivanov (em macedônio/macedónio:  Ѓорге Иванов; Valandovo, 2 de maio de 1960) é um político macedónio, que foi Presidente da Macedônia do Norte entre 2009 e 2019. 

## Biografia
Gjorge Ivanov nasceu na localidade de Valandovo em 2 de maio de 1960, no sudeste da República Socialista da Macedónia (então parte da Jugoslávia). Nesta cidade completou a educação secundária. Aos 27 anos Ivanov abandonou a sua cidade para residir em Skopje. Até 1990, tinha sido ativista da Juventude Comunista da Jugoslávia.
Durante a campanha presidencial de 2009, Ivanov declarou que se fosse eleito convocaria uma reunião com o presidente da Grécia e tentaria um acordo relativo à disputa sobre o nome da Macedónia.

## Publicações
- Цивилно општество (Sociedade Civil)
- Демократијата во поделените општества: македонскиот модел (Democracia em sociedades divididas: o modelo macedônio)
- Современи политички теории (Teorias políticas atuais)
- Политички теории - Антика (Teorias políticas - Antiguidade)